# 弗朗茨·多聖維爾
弗朗茨·多聖維爾（英語：Frantz Dorsainvil，1991年7月2日—）為海地游泳運動員。參加2016年夏季奧林匹克運動會50公尺自由式賽事，預賽游出30.86的成績排名第83未能晉級準決賽。